# Harmakî
Harmakî (în ucraineană Гармаки) este o comună în raionul Bar, regiunea Vinnița, Ucraina, formată numai din satul de reședință.

## Demografie
Componența lingvistică a satului Harmakî
     Ucraineană (99,5%)
     Alte limbi (0,5%)
Conform recensământului din 2001, majoritatea populației satului Harmakî era vorbitoare de ucraineană (99,5%), existând în minoritate și vorbitori de alte limbi.